# Seddon Mayfly
El Seddon Mayfly fue un biplano con ala en tándem de construcción inusual. Fue diseñado por el teniente de la Marina Real británica John W. Seddon y A. G. Hackett, y construido por la compañía británica Accles & Pollock. En el momento de su construcción fue el avión más grande del mundo, aunque no pudo volar cuando se probó.

## Diseño y desarrollo
Su diseño comenzó en 1908, con la intención de intentar ganar el premio que se había establecido para un vuelo entre Mánchester y Londres por el periódico Daily Mail. El diseño se basó en un modelo en papel y Seddon abandonó la Marina para diseñar, construir y probar el avión. Fue construido en Oldbury (Midlands Occidentales) por Accles & Pollock, una empresa especializada en la fabricación de tubos de acero y su estructura se basaba fundamentalmente en la intersección de pares de aros de acero; se utilizaron más de 600 m de tubos de acero en su construcción. Tenía una configuración multiplano poco habitual, con dos sistemas biplanos, el par delantero de mayor envergadura que el par posterior. Las superficies de control consistían en un timón de profundidad biplano montado delante y un par de timones en forma de diamante montados entre cada conjunto de alas. El avión estaba destinado a transportar a cinco pasajeros además del piloto.

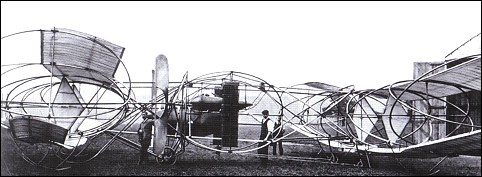
Vista lateral de la aeronave (c. 1908).

Estaba propulsado por un par de motores N.E.C. refrigerados por agua de 65 CV (48 kW) montados uno a cada lado entre los dos conjuntos de alas. Cada uno movía una sola hélice tractora de tipo Beedle de chapa de aluminio, con las hojas semicirculares sujetas en los extremos por fijación a un tubo radial.
Fue probado en los terrenos de Midland Aero Club en Dunstall Park, cerca de Wolverhampton, pero sufrió daños en un eje y no pudo despegar. Finalmente fue desmontado por cazadores de recuerdos.

## Especificaciones

### Características generales
- Tripulación: 1
- Capacidad: 5
- Longitud: 15,20 m
- Envergadura: 15,20 m
- Superficie alar: 93 m² [1]
- Peso cargado: 1180 kg
- Planta motriz: 2× Motor de pistón refrigerado por agua de seis cilindros N.E.C..
  - Potencia: 65 hp (48 kW) cada uno.

### Rendimiento
- Alcance: km
- Radio de acción: km
- Alcance en combate: km
- Alcance en ferry: km